# دائرة كوريل

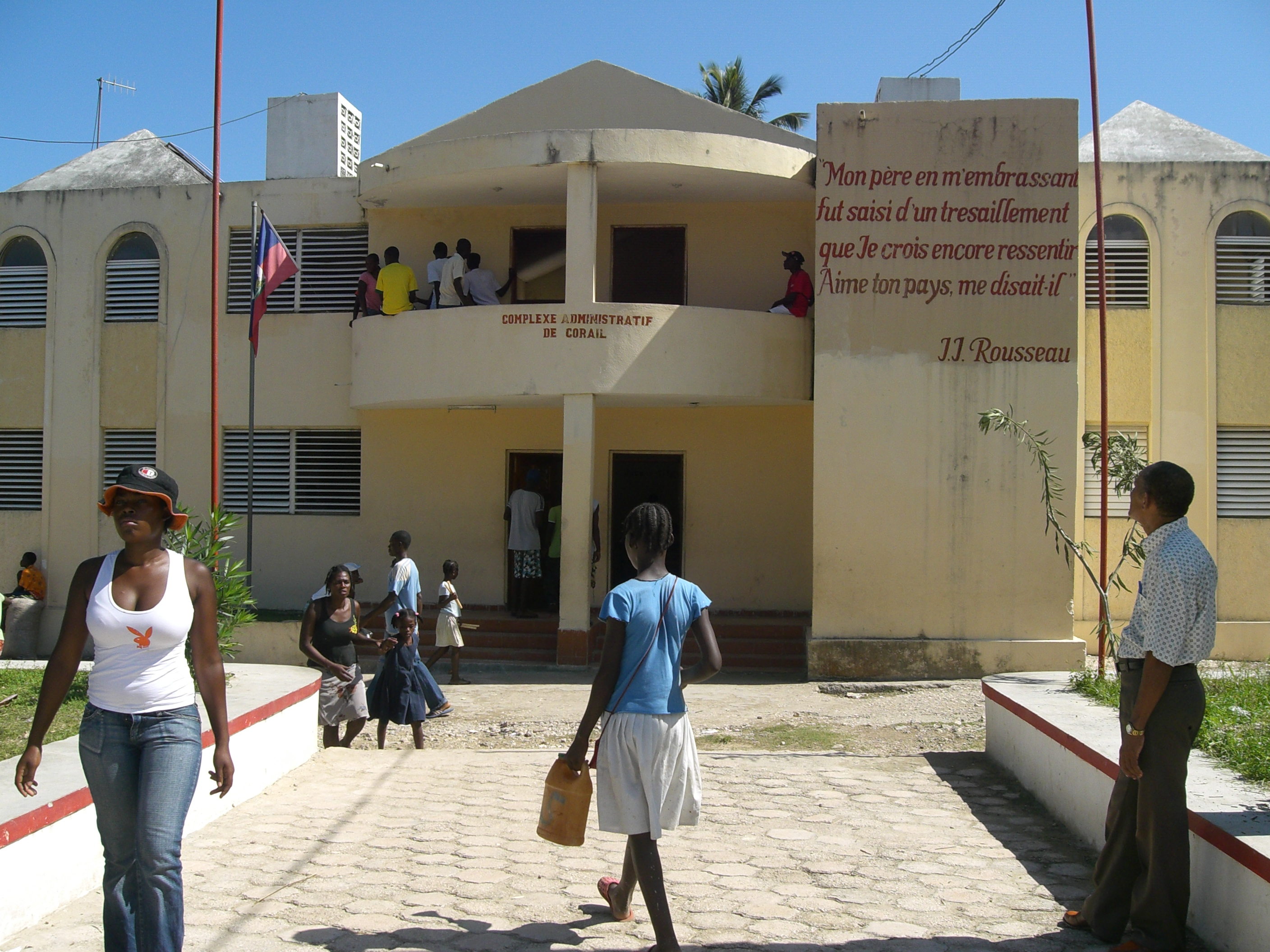
صورة للمركز الإداري لدائرة كوريل.

دائرة كوريل هي إحدى الدوائر الثلاث في إدارة أنس الكبرى في جنوب غرب هايتي. لها أربعة بلديات تابعة لها. ويبلغ عدد سكانها 119.643 نسمة (2009).
تضم دائرة كوريل 4 بلديات:
- كوريل
- روزو
- بومونت
- بستيل